# Приморски Долац
Приморски Долац је насељено место и седиште општине у Сплитско-далматинској жупанији, Република Хрватска.

## Историја
До територијалне реорганизације у Хрватској налазио се у саставу старе општине Каштела.

## Становништво
На попису становништва 2011. године, општина, одн. насељено место Приморски Долац је имала 770 становника.

### Општина Приморски Долац
| Број становника по пописима | Број становника по пописима | Број становника по пописима | Број становника по пописима | Број становника по пописима | Број становника по пописима | Број становника по пописима | Број становника по пописима | Број становника по пописима | Број становника по пописима | Број становника по пописима | Број становника по пописима | Број становника по пописима | Број становника по пописима | Број становника по пописима | Број становника по пописима |
| --------------------------- | --------------------------- | --------------------------- | --------------------------- | --------------------------- | --------------------------- | --------------------------- | --------------------------- | --------------------------- | --------------------------- | --------------------------- | --------------------------- | --------------------------- | --------------------------- | --------------------------- | --------------------------- |
| 1857                        | 1869                        | 1880                        | 1890                        | 1900                        | 1910                        | 1921                        | 1931                        | 1948                        | 1953                        | 1961                        | 1971                        | 1981                        | 1991                        | 2001                        | 2011                        |
| 805                         | 825                         | 849                         | 991                         | 1.043                       | 1.213                       | 1.438                       | 1.571                       | 1.516                       | 1.591                       | 1.685                       | 1.546                       | 1.197                       | 999                         | 839                         | 770                         |

Напомена: Настала из старе општине Каштела.

### Приморски Долац (насељено место)
| Број становника по пописима | Број становника по пописима | Број становника по пописима | Број становника по пописима | Број становника по пописима | Број становника по пописима | Број становника по пописима | Број становника по пописима | Број становника по пописима | Број становника по пописима | Број становника по пописима | Број становника по пописима | Број становника по пописима | Број становника по пописима | Број становника по пописима | Број становника по пописима |
| --------------------------- | --------------------------- | --------------------------- | --------------------------- | --------------------------- | --------------------------- | --------------------------- | --------------------------- | --------------------------- | --------------------------- | --------------------------- | --------------------------- | --------------------------- | --------------------------- | --------------------------- | --------------------------- |
| 1857                        | 1869                        | 1880                        | 1890                        | 1900                        | 1910                        | 1921                        | 1931                        | 1948                        | 1953                        | 1961                        | 1971                        | 1981                        | 1991                        | 2001                        | 2011                        |
| 805                         | 825                         | 849                         | 991                         | 1.043                       | 1.213                       | 1.438                       | 1.571                       | 1.516                       | 1.591                       | 1.685                       | 1.546                       | 1.197                       | 999                         | 839                         | 770                         |

Напомена: Од 1857. до 1931. исказивано под именом Сухи Долац и Доњи Долац у 1948.

### Попис1991.
На попису становништва 1991. године, насељено место Приморски Долац је имало 999 становника, следећег националног састава:
| Попис 1991.‍ | Попис 1991.‍ | Попис 1991.‍ | Попис 1991.‍ | Попис 1991.‍ |
| ----------- | ----------- | ----------- | ----------- | ----------- |
|             |             |             |             |             |
| Хрвати      | Хрвати      |             | 987         | 98,79%      |
| Немци       | Немци       |             | 1           | 0,10%       |
| Руси        | Руси        |             | 1           | 0,10%       |
| Чеси        | Чеси        |             | 1           | 0,10%       |
| непознато   | непознато   |             | 9           | 0,90%       |
| укупно: 999 |             |             |             |             |